# Hidzsáz

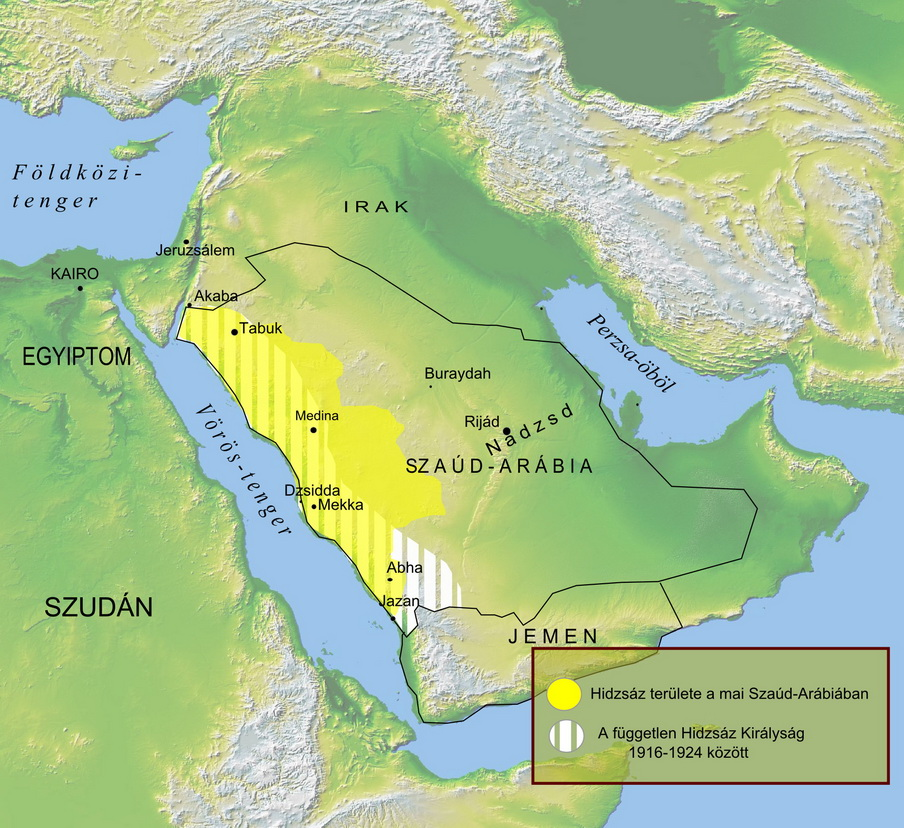
Hidzsáz tartomány Szaúd-Arábiában

Hidzsáz (Arab nyelven : الحجاز , al-Ḥiǧāz) régió a mai Szaúd-Arábia nyugati részén. A Vörös-tenger keleti partján fekszik, északon kiterjed az Akabai-öbölig, délen Jazanig húzódik. Legnagyobb városa Dzsidda, de ismertebbek az iszlám szent városai, mint Mekka és Medina, amelyek a területén találhatók. Alapvető jelentőséggel bír úgy az arabság, mint az iszlám történetében. Neve (korlát, sorompó, határ) abból adódik, hogy elválasztja az Arab-félsziget keleti tartományait (Nedzsd) a nyugati vidékektől. A Hidzsáz bizonyos részeire (Mekka és Medina városok körzetébe) a belépés csak a muszlimoknak engedélyezett.

## Történelem
Az i. e. 10. században arab törzsek telepedtek meg az Arab-félsziget félsivatagos vidékein. Jemenben a déli arabok alapítottak államot, északon törzsi szövetségek alakultak a karaván-kereskedelem ellenőrzésére. Délen a mezőgazdaság, Közép-Arábiában a tevetenyésztés alkotta a gazdaság alapját, de a földközi-tengeri régióba irányuló, többségében Elő-Ázsia, Kelet-Afrika és Dél-Ázsiából kiinduló kereskedelmi útvonalak közös fellépésre ösztönözték a térség lakosságát. Indiából arany és drágakő, Dél-Arábiából tömjént és mirhát szállítottak, a híres tömjénút Máribtól Hidzsázon át Gázáig húzódott. Az ókorban a terület a római provincia, az „arab patraea” része volt.  A nagyobb városokban kialakult törzsi alapokon szervezett kereskedőréteg kihasználta  a karavánutak adta lehetőségeket, egyúttal az iszlám előtti vallási kultuszok szent helyei (például a Kába-kő Mekkában) a területnek különös jelentőséget adtak.  A perzsa Szászánidák és a Bizánci Birodalom csatározásai közepette viharos történelmi közegben Hidzsázban lépett föl az arabok Prófétája, a próféták utolsó pecsétje Mohamed, aki nemcsak az iszlám vallás alapítója, hanem egy új civilizáció alapjait is lerakta  a 7. század első felében. Az évszázadok folyamán a különböző iszlám formációk és nagyhatalmak az ellenőrzésük alatt tartották, birtoklása nemcsak gazdasági, hanem presztízs okokból a mai napig jelentős. A 20. század elején rövid ideig független királyság volt,  amikor még az Oszmán Birodalom tartományaként, Husszein ibn Ali a mekkai serif   kikiáltotta függetlenségét (1916-1924). 1925-ben a szomszédos Nedzsd királya, Abdul Aziz Ibn Szaúd megdöntötte a királyságot, és a  születendő vahhabita állam, a későbbi (1932-től) Szaúd-Arábiai Királyság részévé tette.

## Földrajz
A mintegy 300 000 km² nagyságú, történelmi hedzsázi  terület közigazgatásilag nem pontosan körülhatárolt, korszakonként változott attól függően, hogy a terület gazdái hol húzták meg annak  határvonalát.
Az északi részen fekvő Hamadh vádinál kezdődik, a történelmi Midián területén halad át. Délen az Aszír tartományban található és Jemenig húzódó mintegy 60 km széles száraz, part menti sivatagot sokszor nem számítják a történelmi Hidzsáz területének. Keleten a felföld (Nedzsd) körzeténél sem húzhatók meg a pontos határai.
A jelenlegi közigazgatás a következő egységekre bomlik:    
| Fekvése | Tartomány | Arab írásmód | Főváros | Terület km² | Népesség 2004 1) | Népsűrűség |
| ------- | --------- | ------------ | ------- | ----------- | ---------------- | ---------- |
|         | Tabúk     | تبوك         | Tabúk   | 104 000     | 691 517          | 4,7        |
|         | al-Madina | المدينة      | Medina  | 151.990     | 1.512.076        | 9,9        |
|         | Mekka     | مكة          | Mekka   | 153.128     | 5.797.971        | 37,9       |
|         | al-Baha   | الباحة       | al-Baha | 9.921       | 377.739          | 38,1       |

### Főbb városok
- Dzsidda
- Mekka
- Medina
- Ta’if
- Yanbu' al Bahr
- Al Baha
- Tabúk
- Badr
- Rabigh

### Talaj és éghajlat
A Vörös-tenger partjától  a hegyek 2446 m-ig emelkednek, majd magasságuk fokozatosan csökken kelet felé.  A csapadék  évről évre változik, a legmagasabb mért érték  600 mm volt.  Átlagosan, magasságtól  függően általában csak a 100 és 300 mm.  A tengerparton a levegő nyáron meglehetősen párás.

## Népesség
Hidzsázban több mint hatmillió ember él.  A legfontosabb városok Mekka, Medina, Dzsidda és Taif.

## Gazdaság
A sivatagi éghajlat miatt csak beduin gazdaságról beszélhetünk, illetve az oázisokban megfigyelhető némi mezőgazdasági tevékenység is. A kereskedelem akárcsak a  történelmi korokban hagyományosan fontos szerepet játszik, jelentős gazdasági tényező az évenkénti Mekkai zarándoklat (haddzs), illetve a kisebb zarándoklatok Medinában.